# Aşağıyumrutaş, Ağlasun
Aşağıyumrutaş là một xã thuộc huyện Ağlasun, tỉnh Burdur, Thổ Nhĩ Kỳ. Dân số thời điểm năm 2010 là 91 người.